# Bromelia hieronymi
Bromelia hieronymi là một loài thực vật có hoa trong họ Bromeliaceae. Loài này được Mez mô tả khoa học đầu tiên năm 1891.

## Hình ảnh

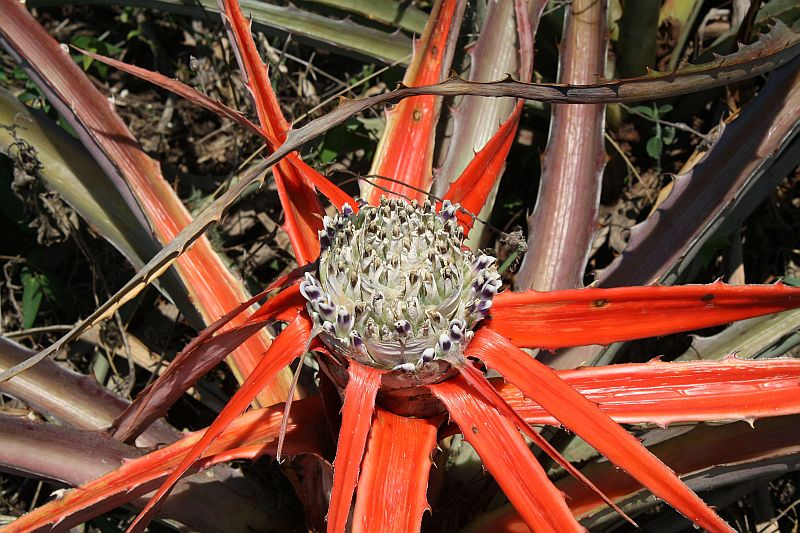
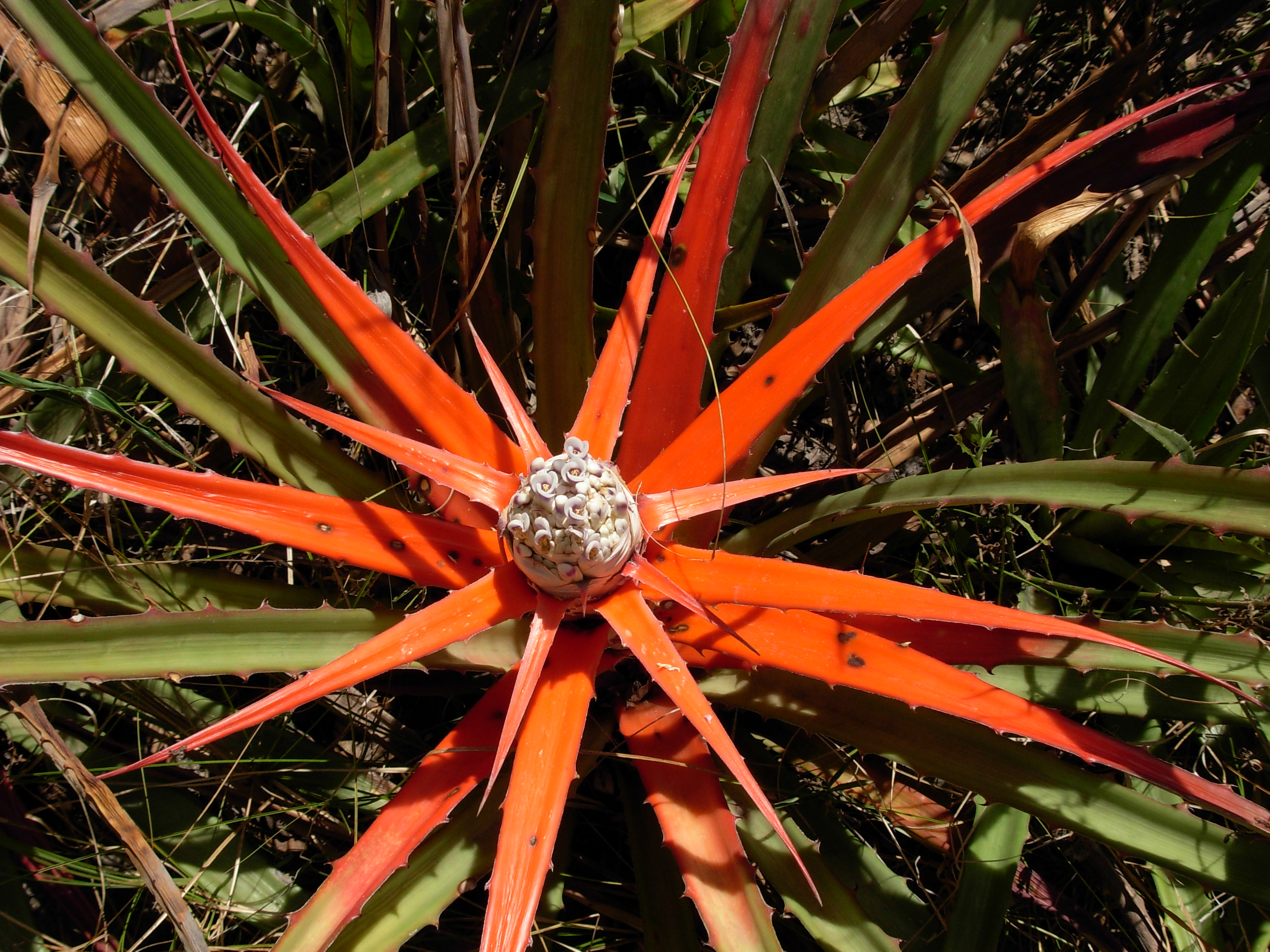